# Ryan Sharp
Ryan Sharp (Newtonhill, Escocia, Reino Unido; 29 de abril de 1979) es un piloto de automovilismo británico. A fecha de 2008 participa en el Campeonato FIA GT con el equipo JetAlliance Racing con un Aston Martin DBR9 con el expiloto de Fórmula 1 Karl Wendlinger como compañero. Ryan fue campeón de la Fórmula Renault Alemana en 2003.

## Carrera
La carrera de Ryan empezó en los karts, como muchos otros pilotos, ganando numerosos eventos locales y nacionales. Su talento fue descubierto por el empresario holandés Klass Zwart, que financió la temprana carrera de Ryan, su primera temporada de carreras en la Fórmula Ford Junior.
Ryan progresó bastante bien a pesar de los limitados fondos para competir, y en 2002 cambió de la Fórmula Ford al campeonato de la Fórmula Renault, una competición que, al contrario que la Fórmula Ford, tiene alerones aerodinámicos.

### Fórmula Renault Británica

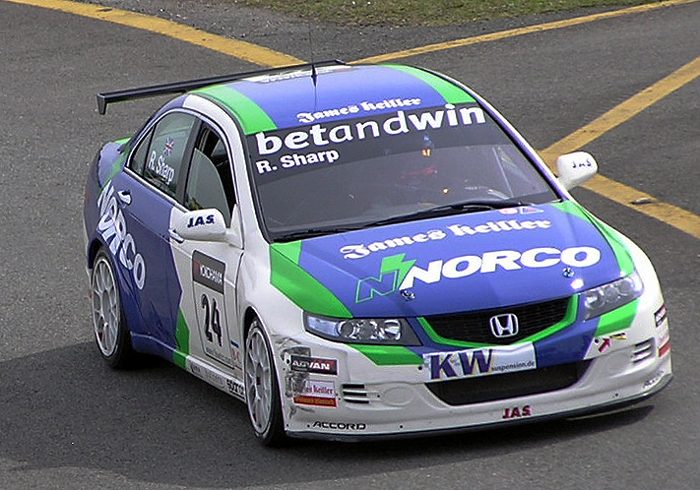
Ryan Sharp en su Honda Accord.

La primera temporada de Ryan en la Fórmula Renault fue en el Reino Unido, con el equipo John Village Automotive, y consiguió acabar sexto en el campeonato, a pesar de disputar varias carreras con un tube dañado, que lo hizo bajar en el campeonato. Irónicamente, su consistencia en terminar cada carrera en los puntos lo llevó al sexto puesto debido al sistema de la Fórmula Renault de retirar la peor puntuación de la temporada, haciendo que Ryan tuviera que perder puntos mientras que otros perdieron '0' puntos que puntuaron en algunas carreras.
En 2003, Ryan se arriesgó en su carrera, desapareciendo de la escena británica para competir en la Fórmula Renault de Alemania con el equipo Jenzer Motorsport. El cambio le vino de maravillas, ya que ganó el campeonato con cuarenta puntos mostrando competitividad en la Fórmula Renault Masters en Donnington en octubre de 2003, ganando la primera de las dos carreras, y terminando tercero en la segunda (Ryan lideraba la carrera, pero uno de los coches causó una bandera roja y al contar algunas vueltas atrás, clasificó tercero). La estrella británica Lewis Hamilton llegó a Alemania ya empezada la temporada para competir con la parrilla germana de Fórmula Renault. Ryan ganó las dos carreras y Hamilton terminó noveno y octavo respectivamente. Ryan también tomó parte en un evento de la Fórmula Renault Italiana en Spa, Bélgica. En este campeonato competitivo (considerado por algunos como la Fórmula Renault más competitiva del mundo) en un circuito nuevo para él en lluvia, Ryan consiguió ganar la primera carrera con 12 segundos de diferencia y estuvo a punto de ganar la segunda hasta que cometió un error y dañó el coche, error que le impidió finalizar la carrera, pero que permitió demostrar sus habilidades en suelo mojado.

### Eurocopa de Fórmula Renault
El año 2004 vio a Ryan continuar su relación con el equipo Jenzer Motorsport, llegando a la Eurocopa de Fórmula Renault V6. La temporada empezó bastante bien, terminando tercero y primero en el primer fin de semana (tercero en la primera carrera después de salirse en la primera curva), y después dos segundos puestos en las siguientes carreras en Valencia. Ryan lideraba estas carreras, pero su inexperiencia desgastaba los neumáticos demasiado y perdía la posición al final de ambas carreras, siendo adelantado por Damien Pasini y Robbie Kerr respectivamente para ganar ambas carreras. En cualquier caso, estas primeras cuatro carreras lo dejaron liderando el campeonato. La temporada lo llevó a Magny-Cours donde Ryan consolidó su liderazgo del campeonato. El apoyo de la Fórmula 1 de la carrera en Mónaco fue donde empezaron los problemas. Un fallo en el coche significó que dejaba escapar puntos para el campeonato, a lo que siguió un mal rendimiento en Brno, causado por el fallo del motor de Mónaco que el equipo fue incapaz de detectar. A todo esto le siguieron unas decepcionantes carreras en casa, en el circuito de Donington Park, que hizo peligrar el campeonato. Al final, Ryan perdió el campeonato con el suizo-francés Giorgio Mondini por 22 puntos.

### GP2 Series
Ryan llegó al nuevo campeonato de GP2 Series en 2005 con David Price Racing, un equipo contra el que había corrido en 2004 y que estaba muy impresionado con su actuación en ese mismo año. La temporada empezó en Imola, donde los coches tuvieron problemas con los embragues entre otras cosas. En la segunda ronda, en Barcelona, Ryan iba a conseguir el tercer puesto cuando el coche le falló, obligándole a comenzar al final de la parrilla de la segunda carrera, en la que hizo la vuelta rápida y ganó un punto. Le siguieron una serie de malas actuaciones, que no eran nada beneficiosas para los patrocinadores de Ryan ni para su carrera. Este rendimiento fue atribuido al equipo, que no configuraba bien el coche, haciéndolo imposible de pilotar competitivamente. Ryan dejó la GP2 y volvió a Jenzer Motorsport para correr en las últimas carreras de la Fórmula Renault 3.5l, e inmediatamente los resultados mejoraron, demostrando que el David Price Racing de GP2 no era competitivo, independientemente de quien lo pilotara. Ryan fue sustituido en DPR por el campeón de la Fórmula Renault v6 de 2004, Giorgio Mondini, que tampoco consiguió nada con el coche.

### Campeonato Mundial de Turismos
La carrera de Ryan tomó una nueva dirección en 2006. Firmó por el equipo italiano JAS Motorsport para competir en el Campeonato Mundial de Turismos y corriendo como Independiente en el Trofeo Independiente de Yokohama. Impresionó a mucha gente en la temporada, siendo el primero piloto Independiente en conseguir una posición total de podio en la temporada, ya que terminó tercero total en la primera carrera en Puebla, México. Ryan ganó varias carreras durante la temporada (victorias de clase), la más memorable una de las carreras en Brands Hatch, donde ganó bajo lluvia. Estaba a punto de terminar segundo en el campeonato por detrás del holandés Tom Coronel, pero se perdió las tres últimas rondas del campeonato por problemas económicos (la última ronda tenía puntos dobles, por lo que era como perder cuatro rondas con un máximo de 80 puntos).

### Campeonato GT de la FIA
Ryan cambió de nuevo de competición en 2007, esta vez al Campeonato FIA GT, con el equipo austríaco JetAlliance Racing, equipo que corría su segunda temporada. Ésta empezó en Zhuhai en China, donde el coche terminó noveno. A esto le siguieron dos cuartos puestos en Silverstone y Bucarest. La espiral de ascenso siguió en la siguiente carrera en Monza, donde el dúo ganó la carrera. El circuito de Oschersleben no le dio tan buena suerte, ya que golpearon al coche al principio de la carrera, llevándolo a los últimos puestos, y finalmente al retiro. La última carrera fue la de las 24 Horas de Spa, en la que el clasificó segundo en la parrilla y corrió muy bien. El coche estuvo liderando la carrera a las 6 horas, por lo que le fueron otorgados la mitad de puntos de una victoria (cinco puntos). Desafortunadamente el coche se retiró alrededor de cuarenta minutos después de esto y la pareja perdió más puntos en el campeonato. Un fuerte final de la temporada, incluyendo dos victorias en Adria, la carrera nocturna, y Zolder en la última ronda, hizo que Ryan y su compañero, Karl Wendlinger, lograran subir en la clasificación y terminaran segundos, cuatro puntos por detrás del campeón, Thomas Biagi.

## Resultados

### GP2 Series
(Clave) (negrita indica pole position) (cursiva indica vuelta rápida puntuable)

| Año  | Escudería          | 1   | 1   | 2   | 2   | 3   | 3   | 4   | 4   | 5   | 5   | 6   | 6   | 7   | 7   | 8   | 8   | 9   | 9   | 10  | 10  | 11  | 11  | 12  | 12  | Pos. | Puntos | Ref.  |
| ---- | ------------------ | --- | --- | --- | --- | --- | --- | --- | --- | --- | --- | --- | --- | --- | --- | --- | --- | --- | --- | --- | --- | --- | --- | --- | --- | ---- | ------ | ----- |
| 2005 | David Price Racing | IMO | IMO | BAR | BAR | MON | MON | NÜR | NÜR | MAG | MAG | SIL | SIL | HOC | HOC | BUD | BUD | EST | EST | MNZ | MNZ | SPA | SPA | SAK | SAK | 23.º | 2      | [ 1 ] |
| 2005 | David Price Racing | Ret | 14  | Ret | 16  | Ret | Ret | 9   | 9   | 19  | Ret | Ret | NC  | 11  | 13  |     |     |     |     |     |     |     |     |     |     | 23.º | 2      | [ 1 ] |